# أعلام الإمبراطورية النمساوية المجرية

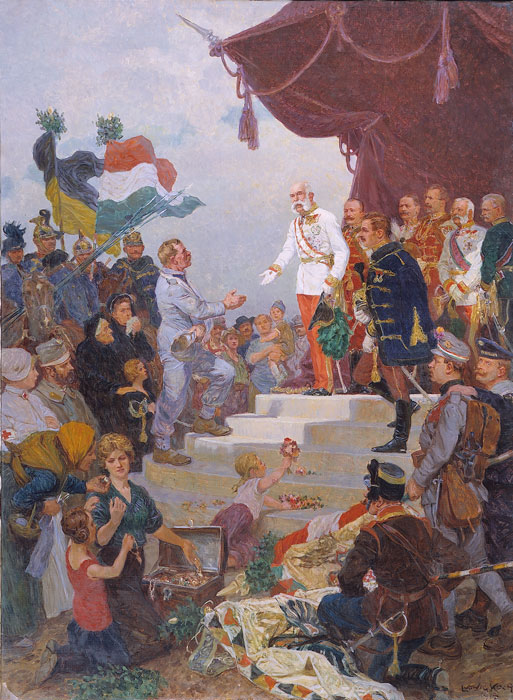
"كايزر دانك" للودفيغ كوخ عام 1915. أعلام مختلفة مرئية تستخدم في النمسا والمجر

لم تمتلك الإمبراطورية النمساوية المجرية علمًا مشتركًا موحدًا. وبما أنّ النظام الملكي كان مزدوجًا يتكون من دولتين ذات سيادة، لم يكن من الممكن وجود "علم وطني" واحدًا يجمعهما.
مع ذلك، تم استخدام علم النمسا، الخاص بسلالة هابسبورغ الحاكمة، في بعض الأحيان كعلم "وطني" بحكم الأمر الواقع. كما تمّ تقديم راية مدنية مشتركة في عام 1869 للسفن المدنية.
حتى عام 1918، استمر أسطول كوك الحربي في استخدام الراية النمساوية التي تمّ تبنيها عام 1786. وبالمثل، حملت أفواج جيش كوك رايات النسر المزدوج التي كانت مستخدمة قبل عام 1867، والتي تميزت بتاريخ عريق في العديد من الحالات.
ولكن، لم يتمّ تنفيذ الرايات الجديدة التي تمّ تصميمها عام 1915 بسبب اندلاع الحرب العالمية الأولى.
وفي المناسبات الرسمية، تمّ استخدام كلّ من اللونين الأسود والأصفر، اللذان يميّزان علم النمسا، إلى جانب الألوان الثلاثة المجرية (الأحمر والأبيض والأخضر).
تميزت الإمبراطورية النمساوية المجرية، التي اتّحدت عام 1867، بتركيبة سياسية معقدة انعكست على أعلامها. مثّلت النمسا بعلمها الأسود والأصفر، بينما لم يكن للمجر علم خاص بها على مستوى الدولة. نصّت التسوية الكرواتية المجرية على وجوب استخدام علمي كرواتيا والمجر معًا في جميع الشؤون المشتركة، مثل جلسات البرلمان الهنغاري الكرواتي في بودابست. اتّسم المشهد في فيينا بتنوع أكبر، حيث رفعت أمام قصر شونبرون علمي سيسليثانيا (النمسا) باللونين الأسود والأصفر، وترانسليثانيا (المجر) المكون من علمي كرواتيا والمجر. اعتمدت المجر علمًا ذو ثلاثة ألوان (الأحمر والأبيض والأخضر) مزينًا بشعار النبالة المجري، واستُخدم هذا العلم أحيانًا لتمثيل كامل أراضي التاج المجري. تمّ تصميم علم "مزدوج" مدني يجمع بين علمي النمسا والمجر، واستخدم كرمز "لهوية الشركة" ورفع على القنصليات. اتّبعت البعثات الدبلوماسية قواعد محددة لرفع الأعلام. رفعت المفوضيات علم النمسا (الأسود والأصفر) مع علم المجر (الأحمر والأبيض والأخضر)، بينما رفعت السفارات علمي البلدين الوطنيين إلى جانب العلم الإمبراطوري.

## الأعلام الوطنية والدولة

علم ملكية هابسبورغ(بما في ذلك الأخبارنمساويةوالإمبراطوريةالنمساوية المجرية)، وأيضا لتمثيلسيسليثانيا

علممملكة المجريستخدم أيضًا للمثيل ترانسليتانيا
علم مملكة المجر (شعار النبالة حرفي بدون أنصار)
علم مملكة المجر (العلم المدني)

علم مملكة كرواتيا-سلافونيا
علم غير رسمي و هو مدني ،[ا]ولكن علم مشترك لمملكة كرواتيا-سلافونيا
علم مملكة كرواتيا-سلافونيا (العلم المدني)

## المعايير الإمبراطورية والعسكرية

(1915–1918)[1]
(1915-1918)

## الرايات الغير السياسية

1786–1869[2]
1869–1918 العلم المدني المشهور جداً
علم غير رسمي للسفن المجرية في المياه النمساوية

### الرايات البحرية

1786–1915[2]

## أستخدام الأعلام في اللوحات

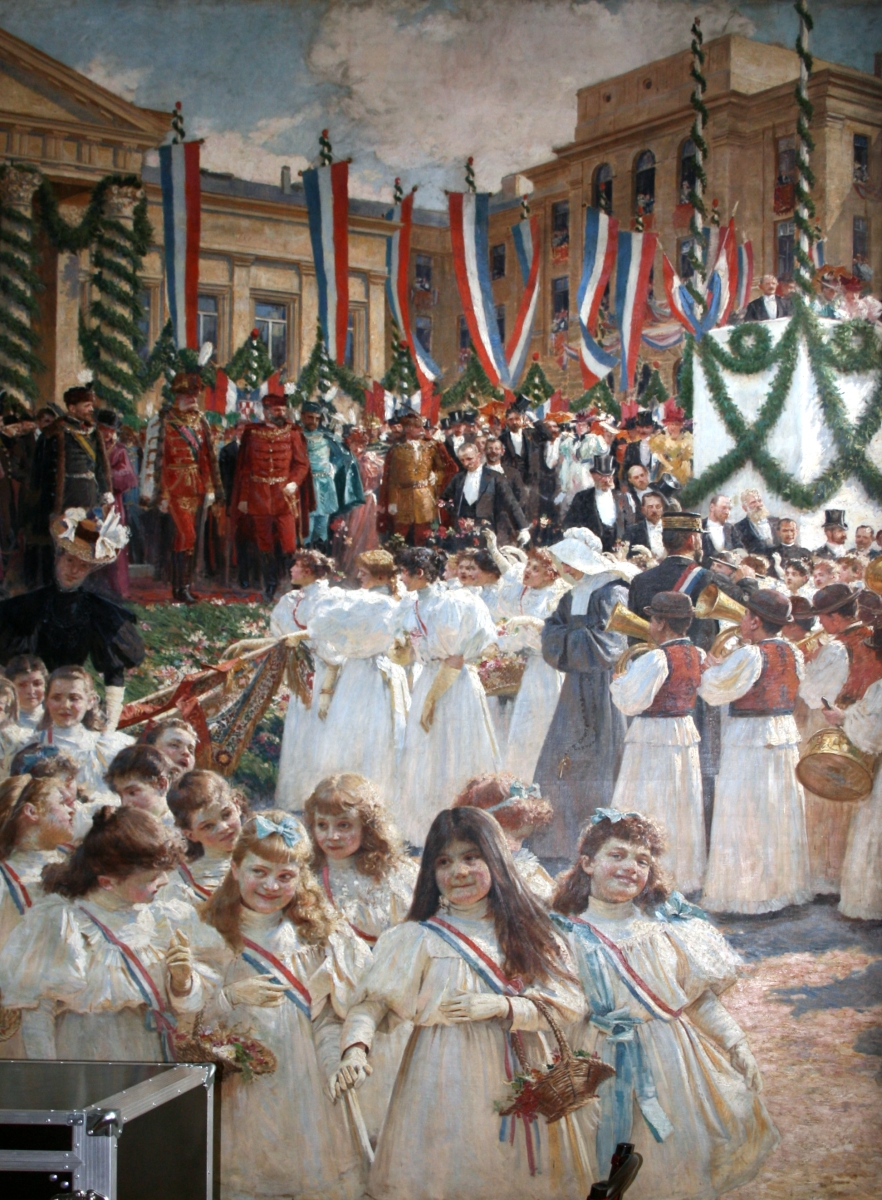
زيارة الإمبراطور فرانز جوزيف الأول إلىزغرب، العلامة ذات اللون الأسود والأبيض (الكرواتية)، 1895
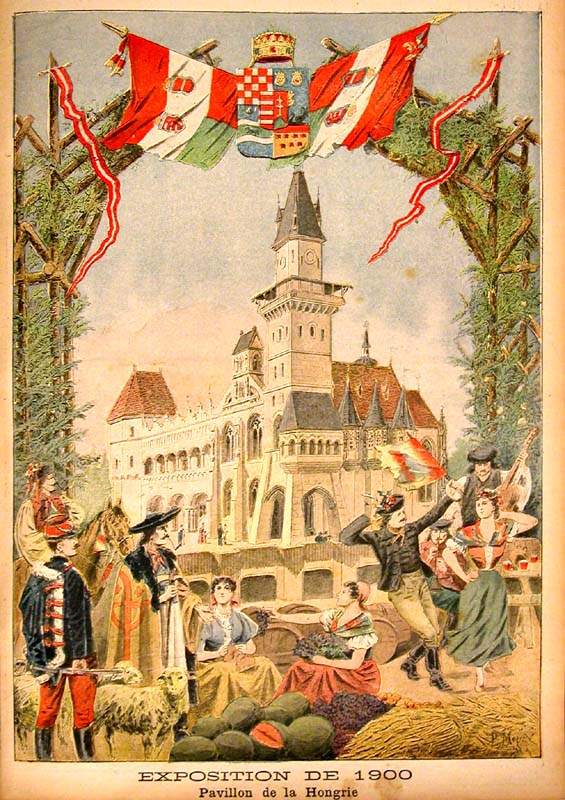
الرايات المدنية والراياتية على الرسم النمساوي الفرنسي تعلن عن الجناح المجري خلالالمعرض العالمي في باريس، 1900
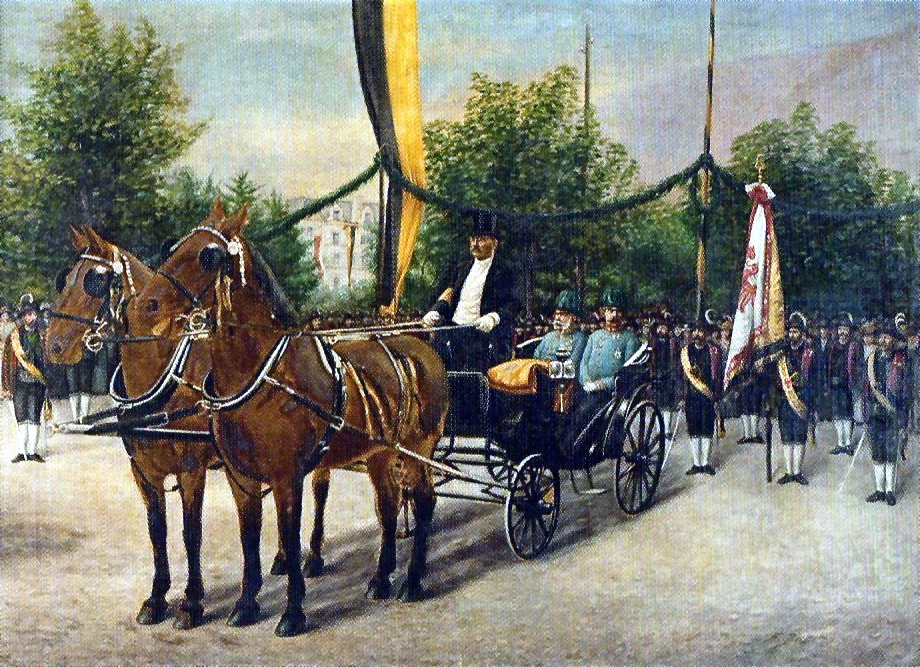
الموت فرانز جوزيف الأول في ميرانو(العلم النمساوي)، 1900
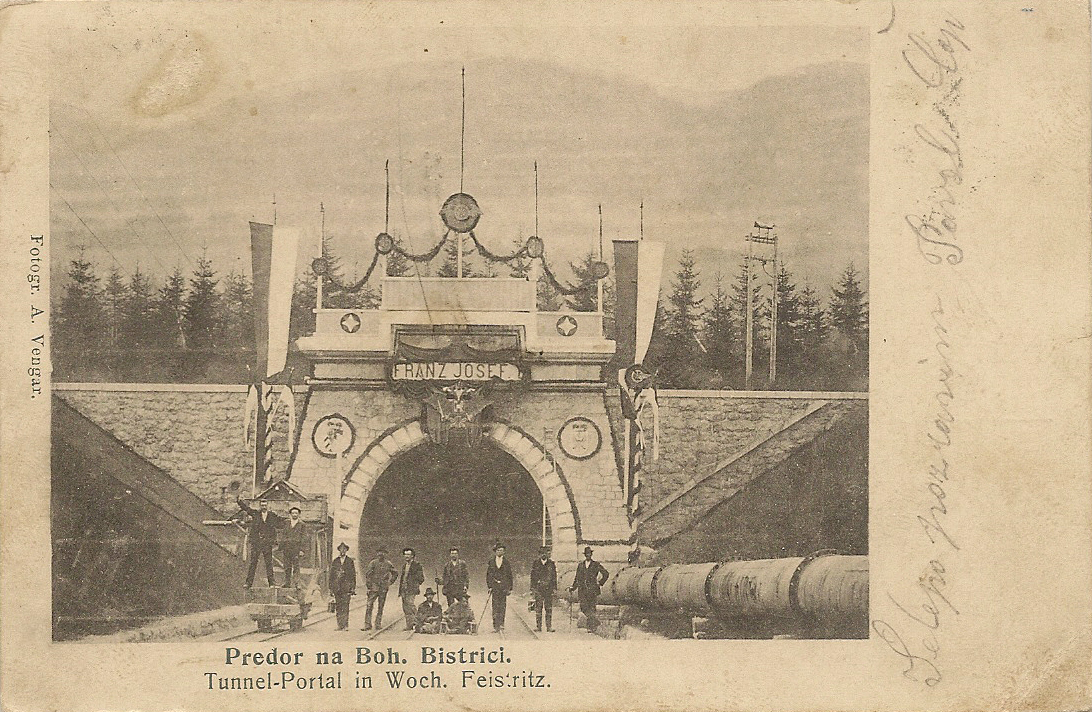
فتحنفقات بوهينج(أعلام بلونين)، 1906
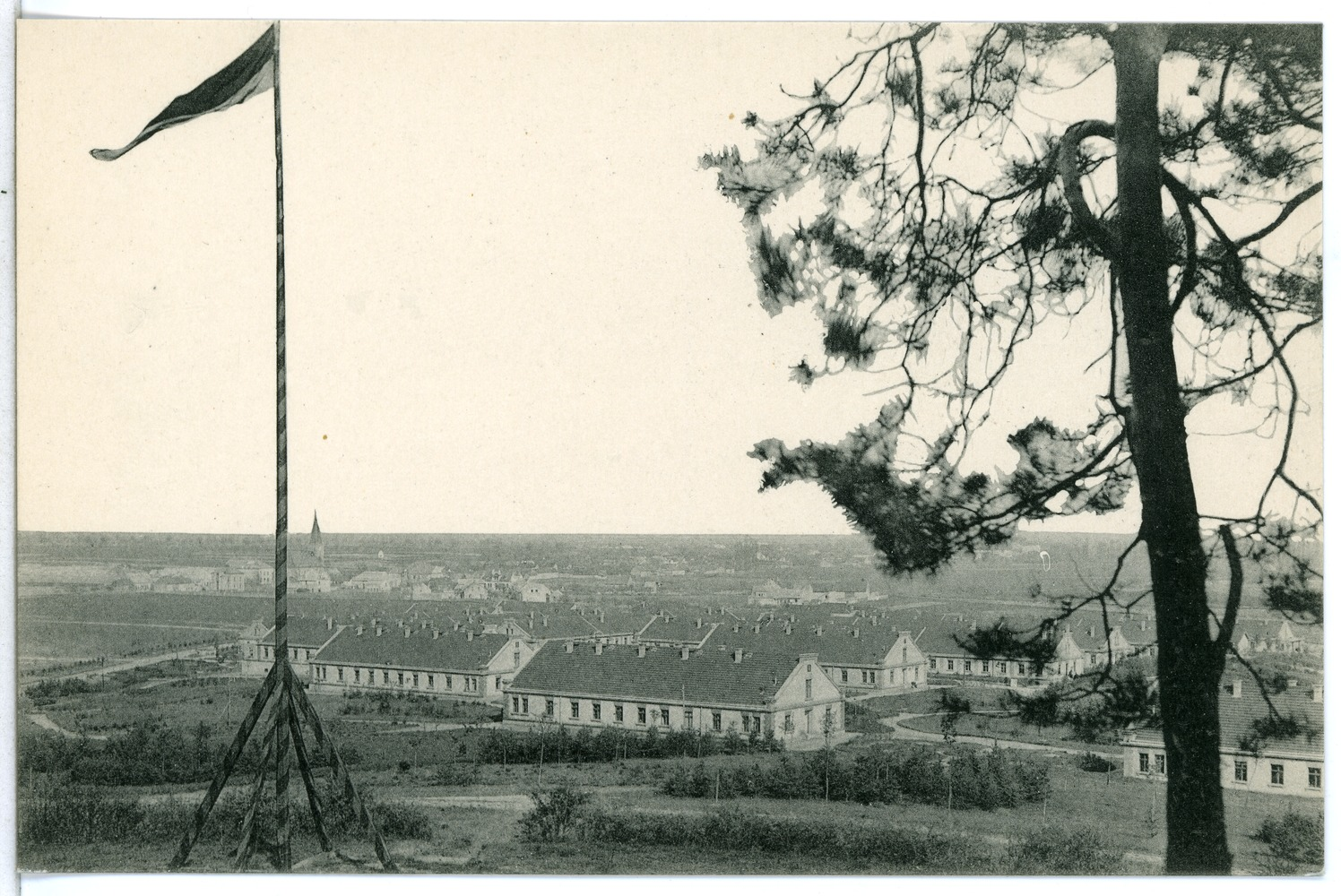
القاعدة العسكرية الناضجة النمساوية المجري(العلم النمساوي )، 1910
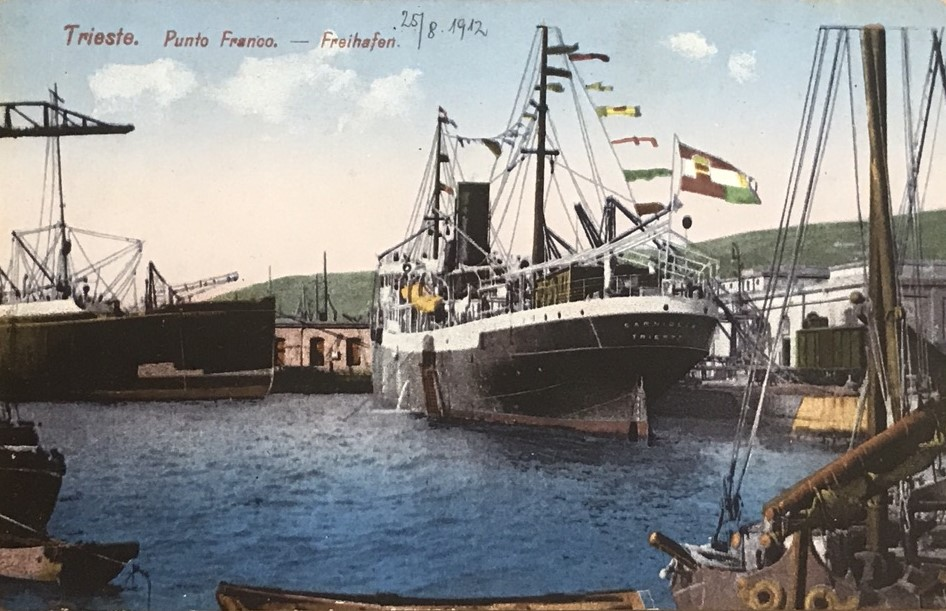
إس إس كارنيولا-باخرةمدينة نمساوية-هنغارية تحمل العلم المدني المشهور ، 1912
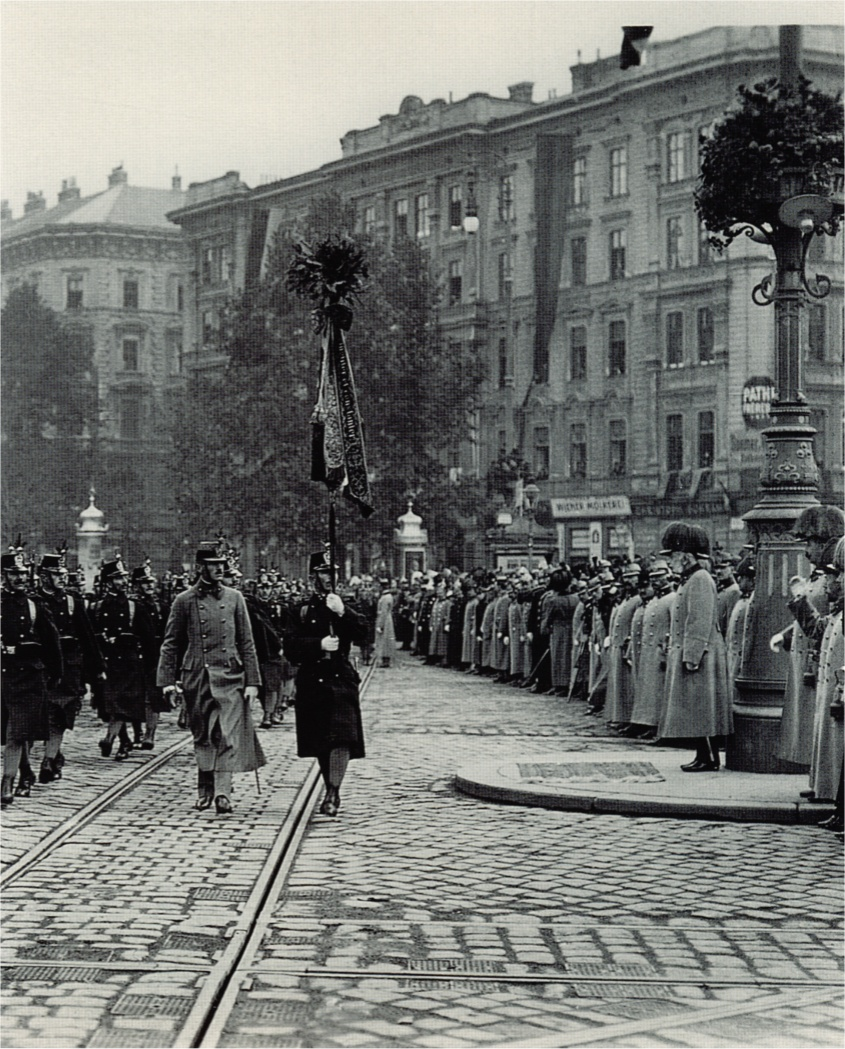
التصميم العسكري في فيينا (أعلام ذات لونين )، 1913
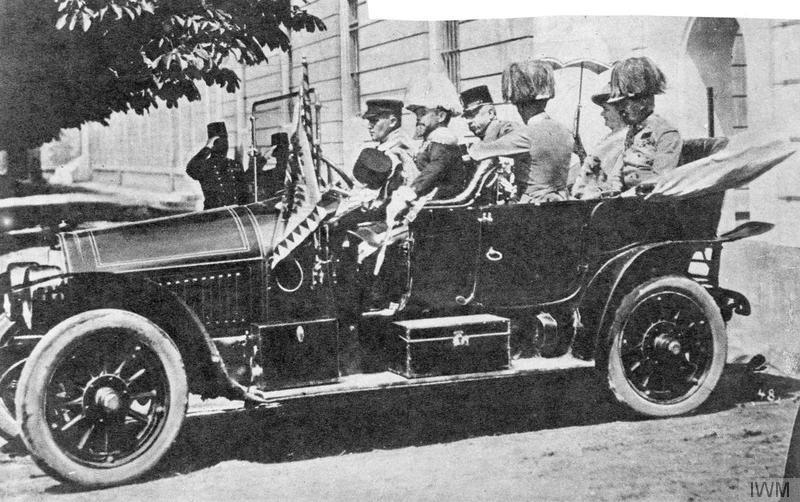
إمبراطوري على سيارة الأرشيدوقفرانز فرديناند، 1914
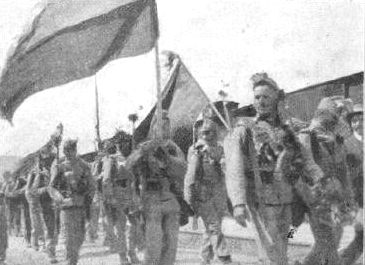
جنديفوج الصواريخ رقم. 17بعلم ذو لونين، 1914
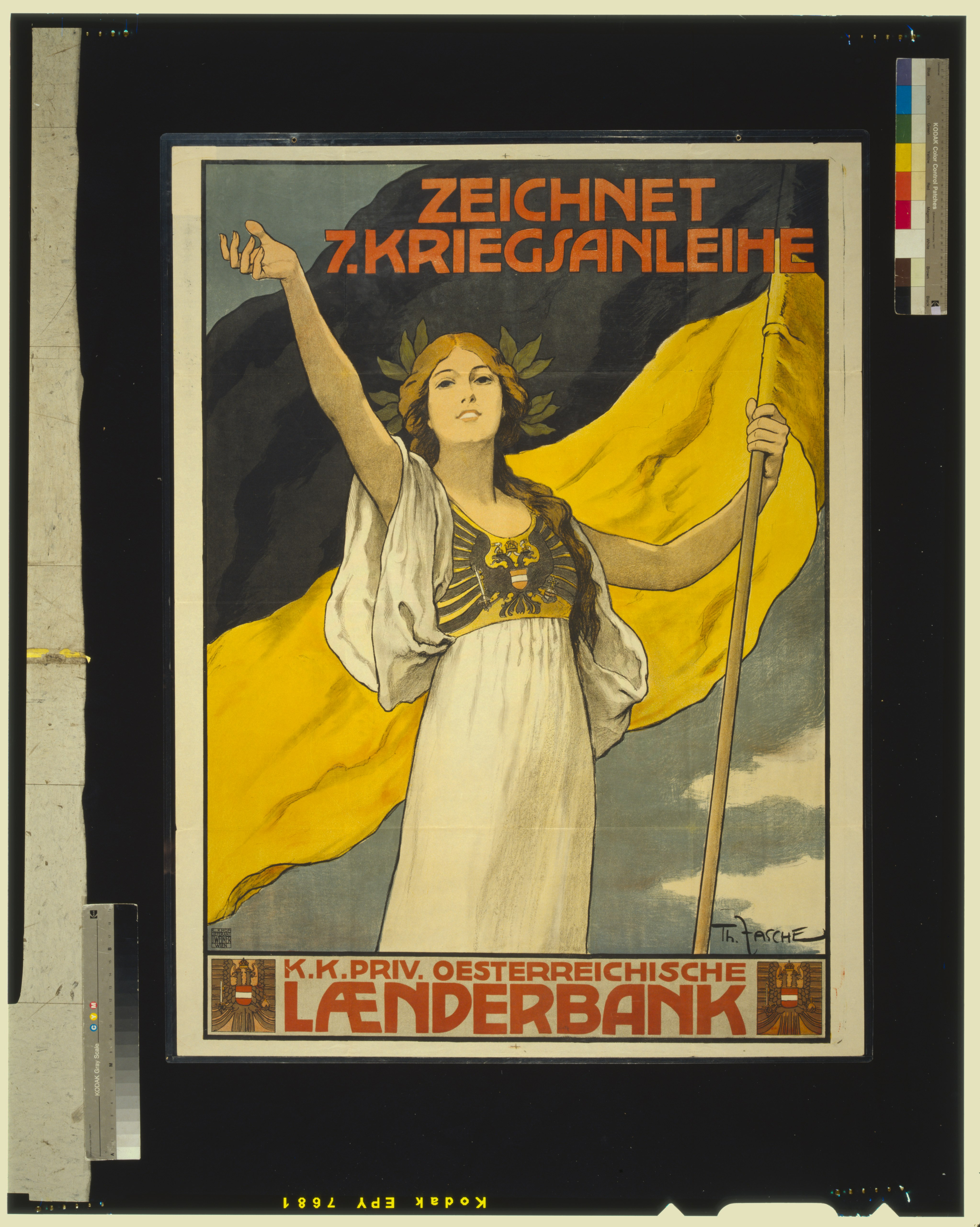
ملصق دعائي نمساوي مجري يشجع على الشراءسنة الحرب
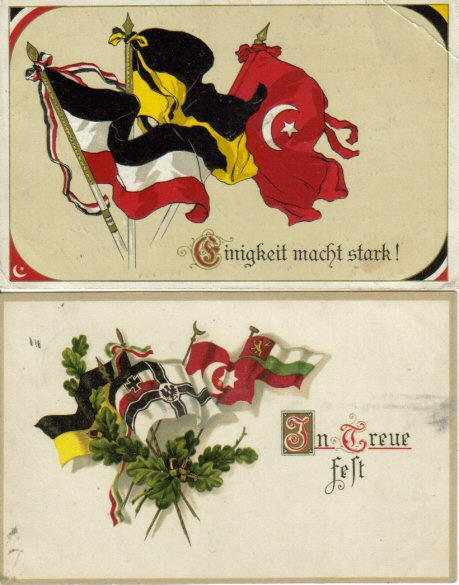
بطاقات بريدية دعائية من حقبة الحرب العالمية الأولى يمكن تصورها أعلامالقوى العظمى. ويظهر العلم النمساوي المجري باللون الأسود والأصفر
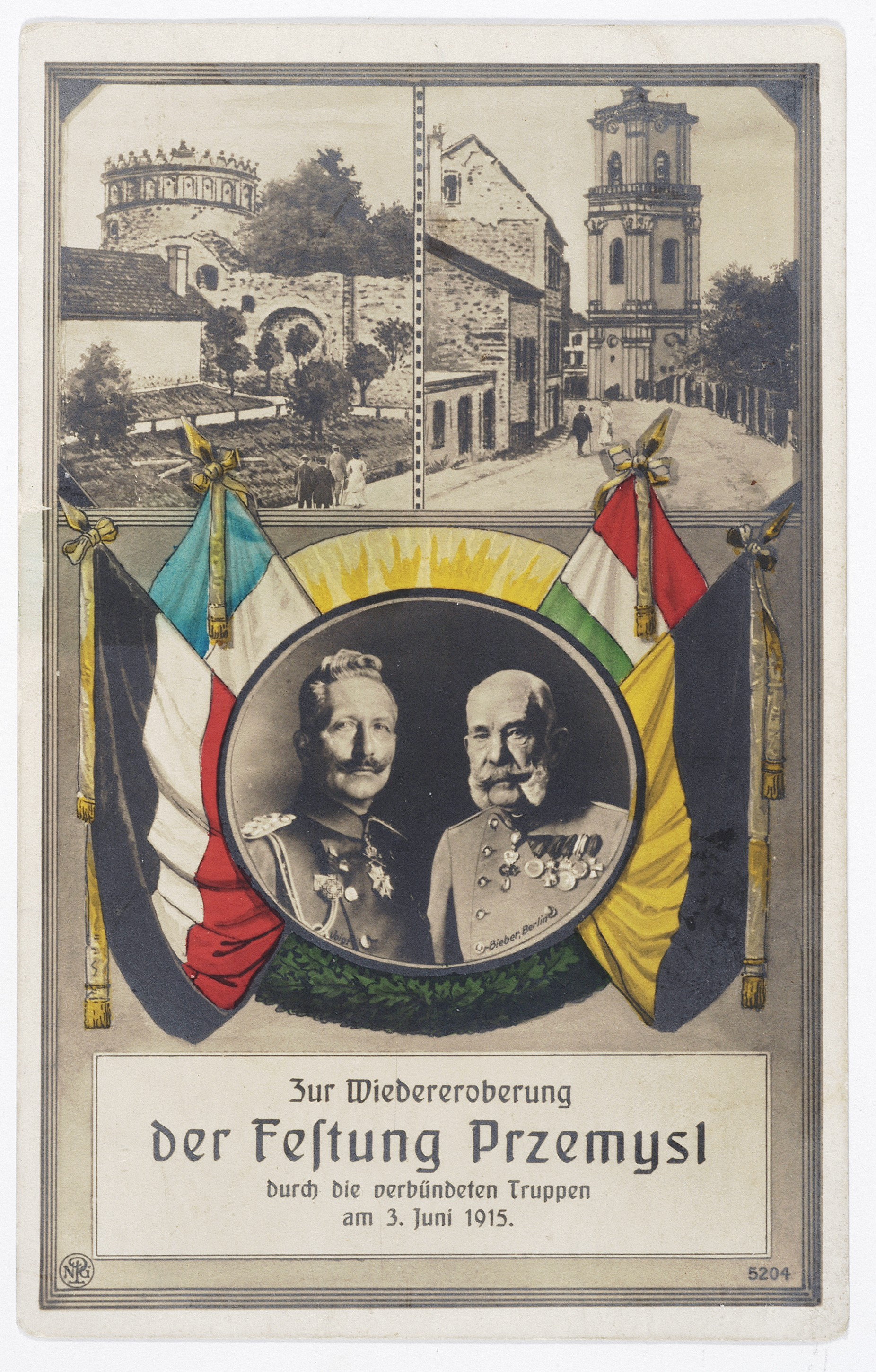
بطاقة بريدية دعائية تخليد ذكرى تحرير القلعةبرزيميسيل. النمسا-الممثلة بالأعلام الأسود والأصفر والأحمر البرتقالي، 1915
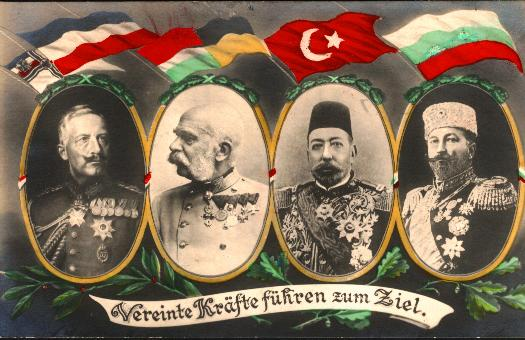
دعاية أخرىللقوى المركزية، حيث يتم التمثيلالنمسا والمجرمزيج منإعلام هابسبورغوالمجر.
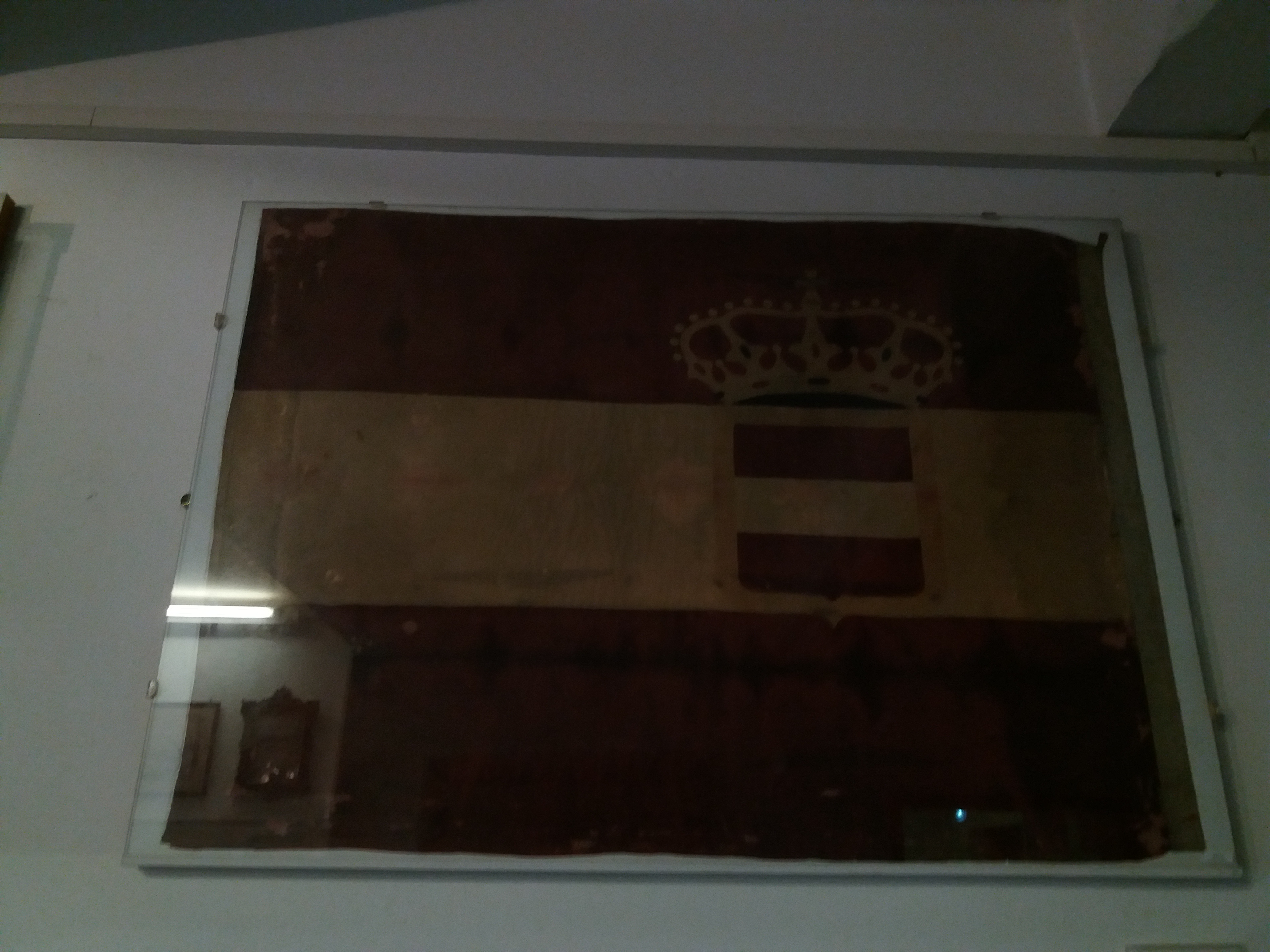
نسخة من الراية البحرية التي استولى عليها الجيش الإيطالي من الغواصة U12 عند مصبات النهربيافيفي 5 أغسطس 1915 (معرضة فيمتحف ستوريكو نافالي، إطلاق النار).
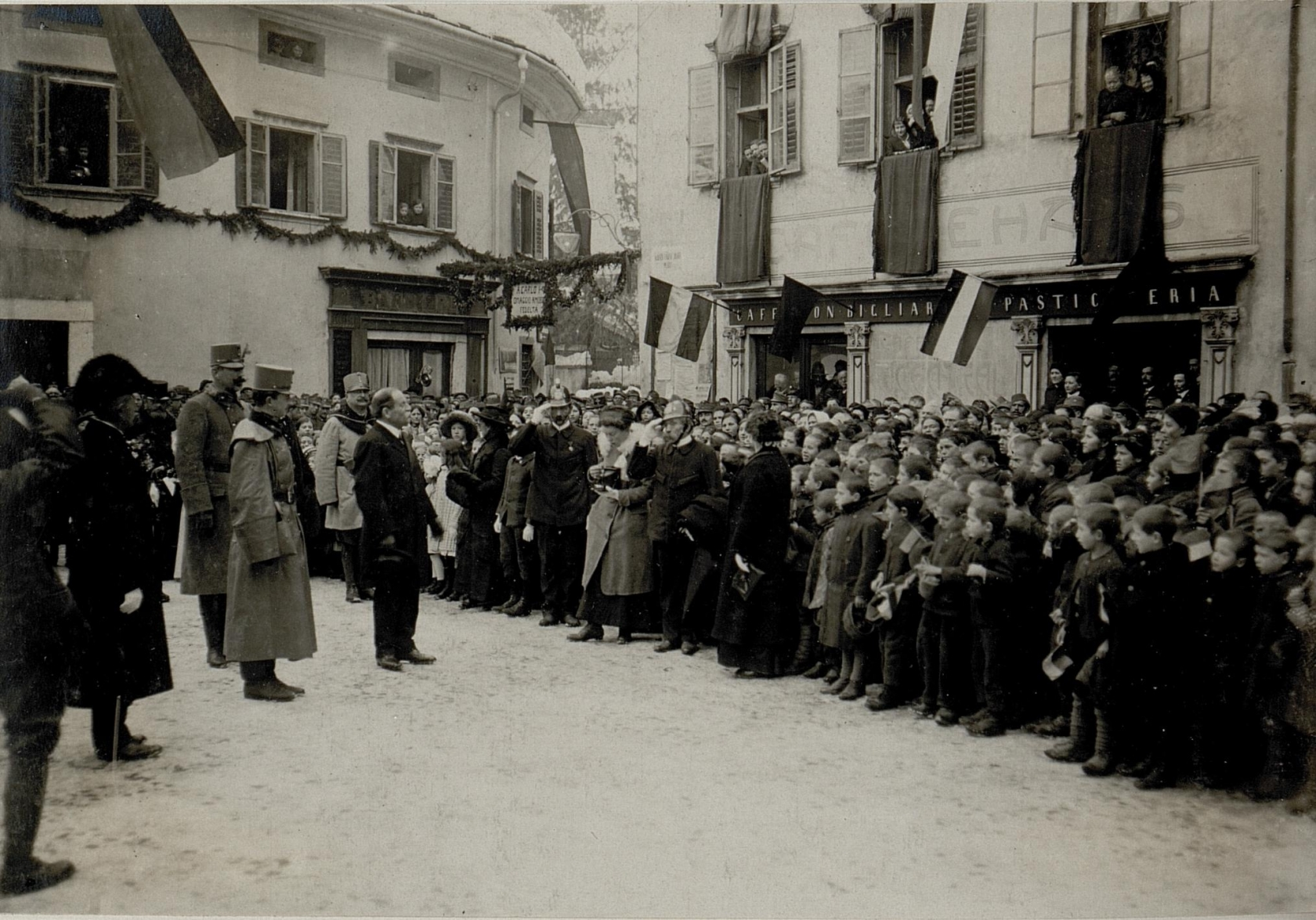
الموتتشارلز الأولزارت مدينة بيرجين (أعلام اثنين وثلاثة الألوان)، عام 1917
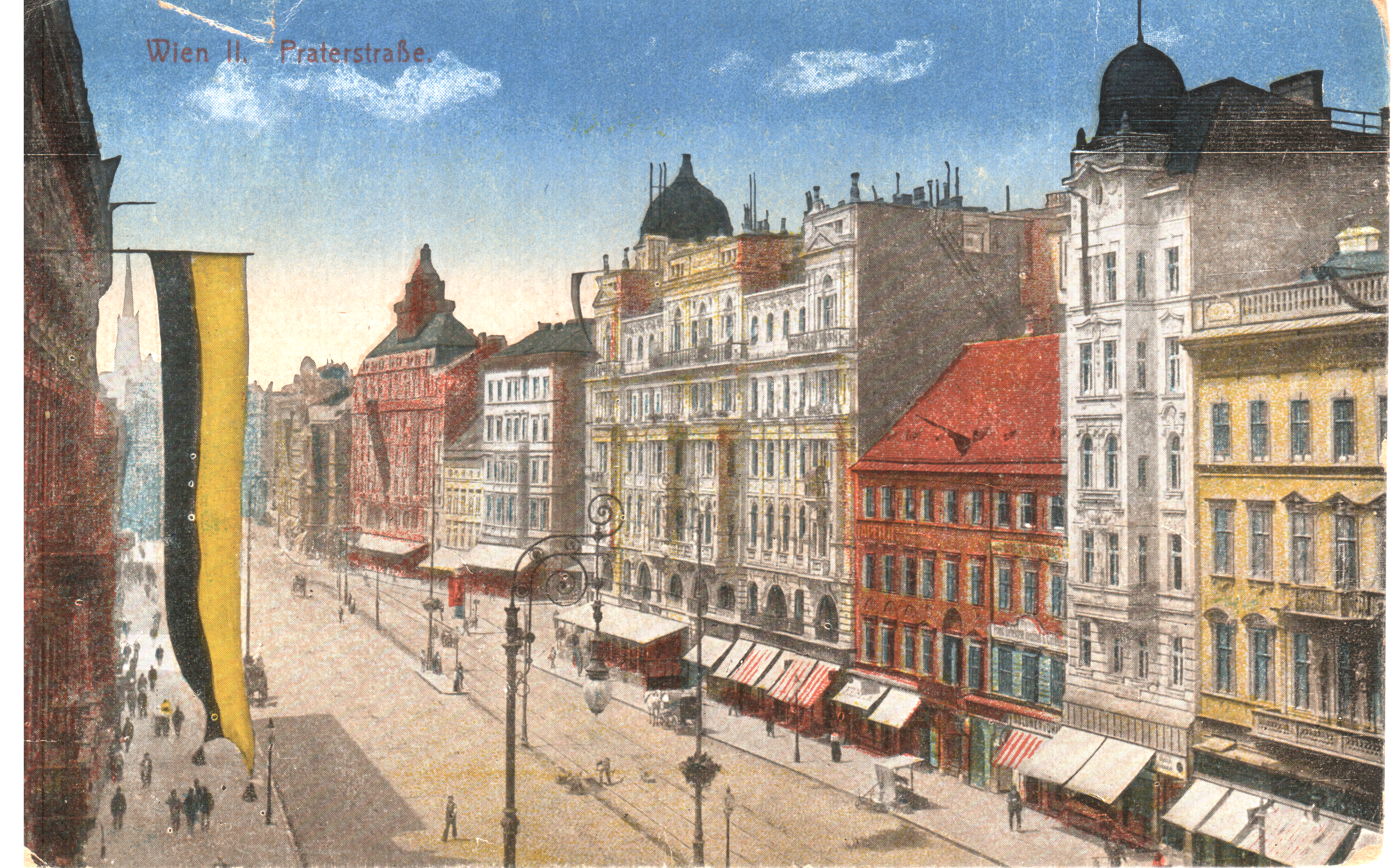
فيينابرترشتراشه، 1917
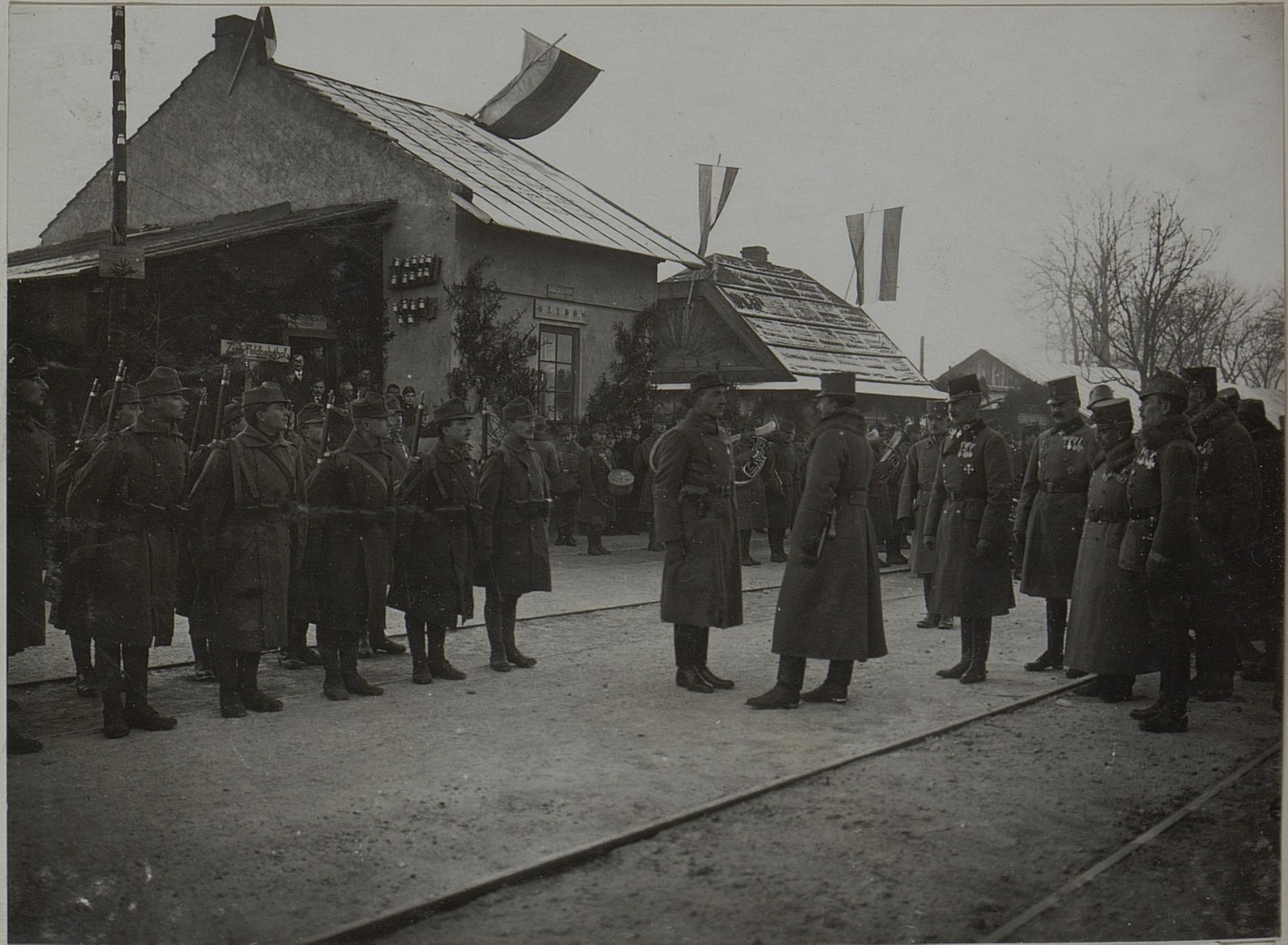
زار الإمبراطور تشارلز الأول القوات في أوجيديف (أعلام ذات لونين وثلاثة ألوان)، عام 1917
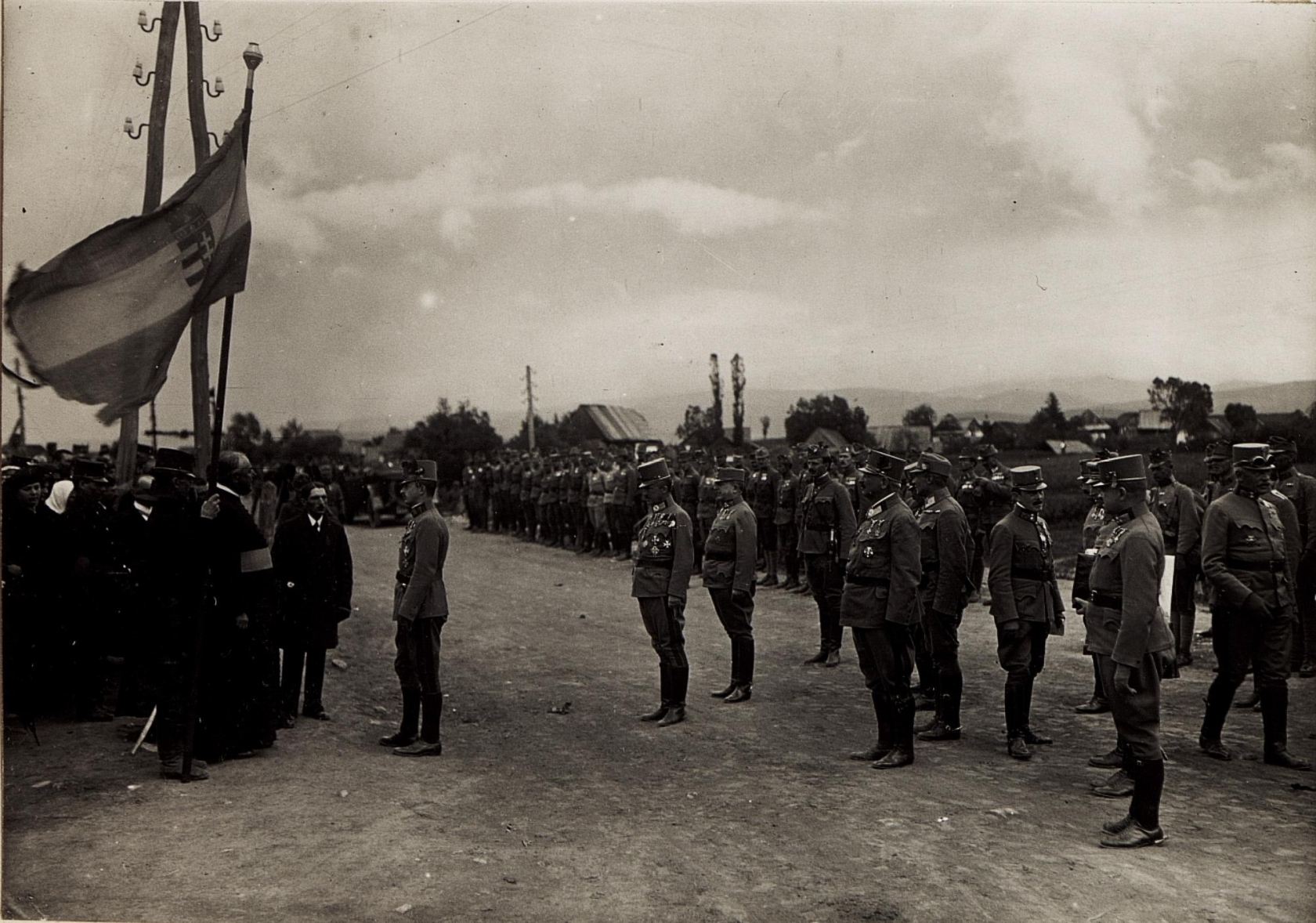
الإمبراطور تشارلز الأول العلم المجري، 1917
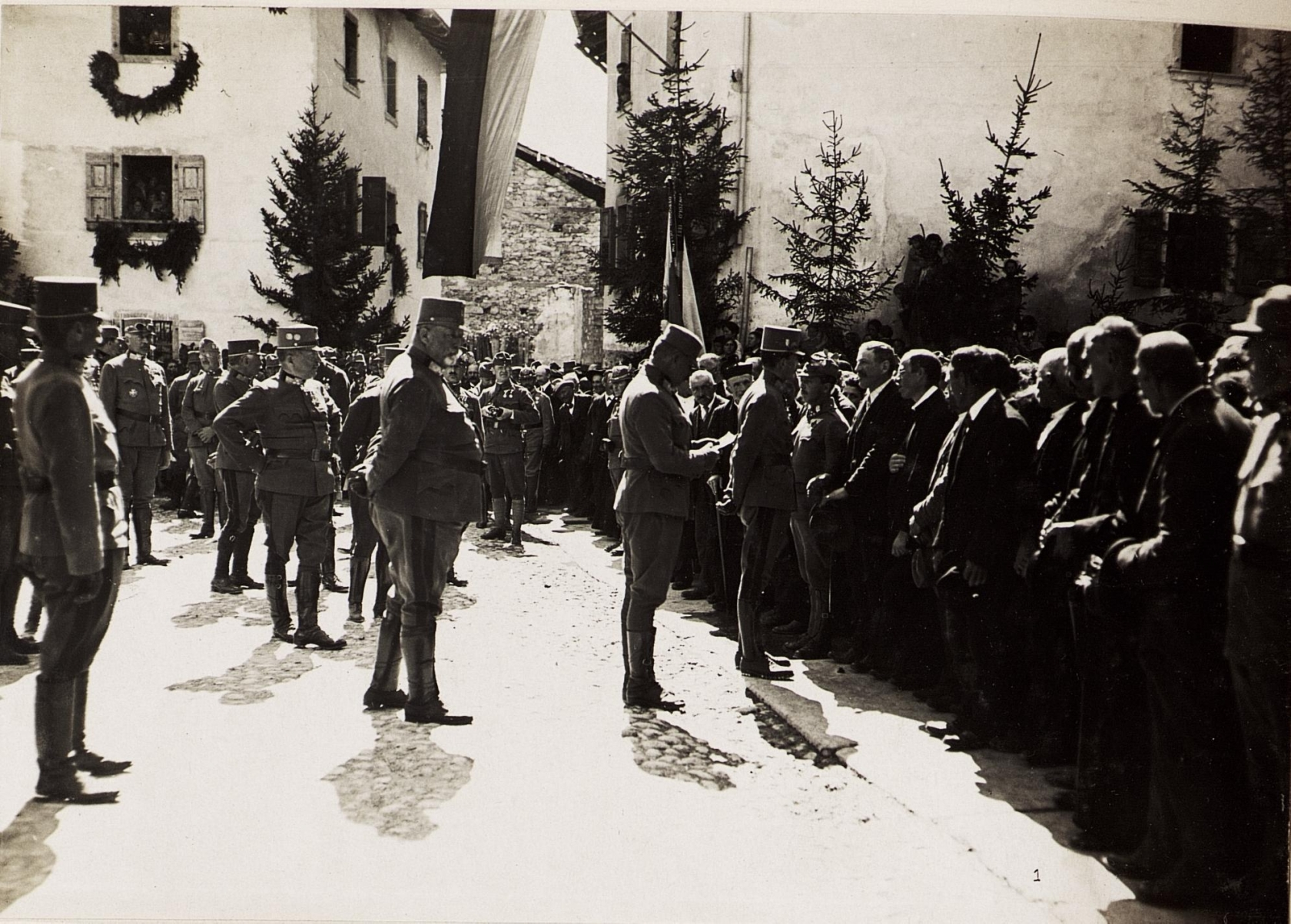
قام الإمبراطور تشارلز الأول بزيارة قرية قرى جنوب تيرول(العلم ذو اللونين)، 1917
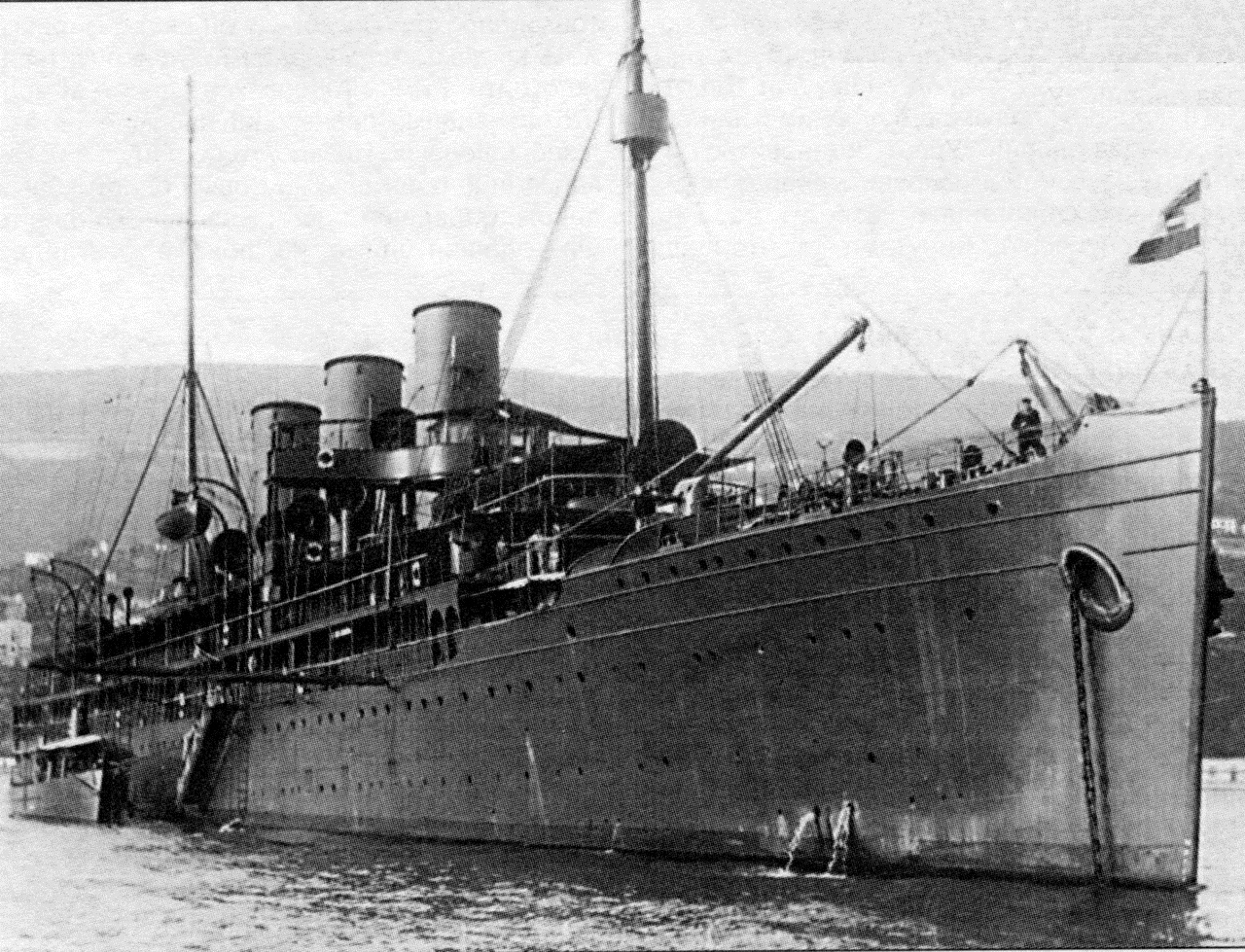
الرسائل القصيرة غا- حاملة نمساوية-هنغارية تحمل راية بحرية، فترةالحرب العالمية الأولى